# Йохан II фон Хоенгеролдсек
Йохан II фон Хоенгеролдсек (на немски: Johann II von Hohen-Geroldseck; † 1453) е господар на Геролдсек над Рейн в Баден-Вюртемберг.
Той е син на Валтер VIII фон Геролдсек († сл. 1432) и съпругата му Елизабет фон Лихтенберг († сл. 1427), дъщеря на Конрад II фон Лихтенберг († 1390) и Йохана фон Бланкенберг-Бламонт († сл. 1422). Брат му Диболд I фон Хоенгеролдсек († 1461) е господар на Хоенгеролдсек.

## Фамилия
Йохан II фон Хоенгеролдсек се жени пр. 21 март 1438 г. за Агнес фон Оксенщайн († сл. 21 март 1438), вдовица на Еберхард фон Рамберг († пр. 1404) и на Хайнрих VIII Байер фон Бопард-Брухкастел-Фалкенберг († сл. 1431), дъщеря на Рудолф II фон Оксенщайн († 1400) и Кунигунда фон Геролдсек († 1403), дъщеря на Фридрих фон Геролдсек († 1369) и Валпургис фон Лютцелщайн († 1406). Бракът е бездетен.
Йохан II фон Хоенгеролдсек се жени втори път за Анна фон Цимерн († 24 февруари 1492).